# Zaña
Zaña (en mochica colonial: Çañap) es una localidad peruana, capital del distrito homónimo ubicado en la provincia de Chiclayo en el departamento de Lambayeque. Fue fundada como Santiago de Miraflores de Zaña en 1563. Tal fue su crecimiento y desarrollo que, en el siglo XVII rivalizaba en importancia con la ciudad de Trujillo.
Zaña fue reconocido por el Ministerio de Cultura del Perú como "Repositorio Vivo de la Memoria Colectiva Afroperuana" (R.M. N° 187-2015-MC), por constituir uno de los núcleos de la memoria histórica y artística de la presencia afroperuana en el Perú. Asimismo, en el 2017 fue declarado por la Unesco como "Sitio de la memoria de la esclavitud y de la herencia cultural africana".

## Historia

### Época prehispánica
En la época prehispánica solo habitaban esa zona indígenas descendientes de la Cultura Mochica, quienes eran conocidos como Saña que solían vivir en las faldas del Cerro Corbacho, sitio arqueológico que lamentablemente sufre de saqueos y abandono por parte de las autoridades.

### Época virreinal
Fue fundada el 29 de noviembre de 1563 con el nombre de Villa Santiago de Miraflores de Saña durante la época colonizadora por el capitán Baltasar Rodríguez, debido a su excelente ubicación a medio camino entre el mar y las sierras, por el buen sistema de riego que allí habían hecho los indígenas y por tener muy cerca un río a cuya vera levantaron inmensas iglesias y casonas. El estar al centro de una red de vías comerciales hizo que la villa llegara a ser una ciudad opulenta, tanto que se dice que casi se convierte en la capital del país. Kosok sugiere que una de las razones por las cuales se eligió a Saña fue porque el mejor puerto de la zona se halla en la caleta Chérrepe y el comercio hacia la sierra pasaba por el valle de Saña. El antiguo camino a Cajamarca probablemente subía por ese valle y no por uno de los ríos del sistema de Lambayeque.
Los españoles trajeron durante los tiempos del virreinato a esclavos negros para el trabajo agrícola y de servicio. 
En 1604 Lizárraga informó que Saña era «abundantísimo, a donde de pocos años a esta parte se han poblado un pueblo de españoles de no poca contratación, por los ingenios de azúcar y corambre de cordobanes y por las muchas harinas que del se sacan para el reino de Tierra Firme» (Lizárraga 1986: 75; Maúrtua 1906, vol. 1: 256-257; y Kosok 1965: 146, 163, 180). 
A comienzos del siglo XVII, Vázquez de Espinosa describió que la villa de Saña contaba con una catedral, conventos de las órdenes dominica, franciscana y agustina, otras iglesias y un hospital. La ciudad bullía de actividades comerciales: azúcar y productos de cuero y conservas se enviaban a otras partes de Perú; también se exportaban vino,
trigo, maíz y otros productos agrícolas.
Durante este período Zaña que para entonces era llamada la “Sevilla del Perú” o “Potosí pequeño” (según el historiador Hampe Martínez), atrajo hasta las puertas del pueblo al corsario inglés Edward Davis quien invadió la ciudad en 1686, entró en ella tras vencer una débil resistencia y junto a sus hombres saquearon iglesias y casas, violaron mujeres y se llevaron una gran cantidad de riquezas. Por lo que muchos de sus pobladores optaron por migrar a Lambayeque, Ferreñafe y Túcume.  
Tras ello Zaña logró recuperarse, pero por desgracia el 15 de marzo de 1720 ocurrió una inundación, las aguas del río Zaña dejaron su cauce y arremetieron con gran fuerza a la ciudad, destruyendo todo lo que estaba a su paso. Este suceso fue considerado como un "castigo divino" similar al que vivieran Sodoma y Gomorra, a causa de los ritos paganos y las orgías que celebraba la población.[cita requerida] Luego vendría una inmigración grande de japoneses y chinos para trabajar en las haciendas azucareras que se fueron quedando después de cumplir sus contratos, para abrir pequeñas bodegas y pulperías. Zaña llegó a tener siete templos del estilo barroco muy adornados, pero actualmente solo se conservan cuatro de ellas: La Merced, San Agustín, San Francisco y la Iglesia Matriz. La Iglesia y Convento de San Agustín representa uno de los pocos ejemplos de arquitectura gótica que subsisten en el Perú.

## Demografía
Según el Directorio Nacional de Centros Poblados, la ciudad cuenta con una población de 4 550 habitantes para el 2017. La población distrital asciende a 11 617, y se estima que sea de 12 497 habitantes para el 2020.

## Festividades
Entre las festividades de Zaña se encuentran:
- Santo Toribio de Mogrovejo 27 de abril, patrón del pueblo
- San Isidro Labrador, 15 de mayo, patrón de los agricultores
- Fundación de la Zaña, 29 de noviembre, fiesta principal del pueblo[8]